# 노먼 보언

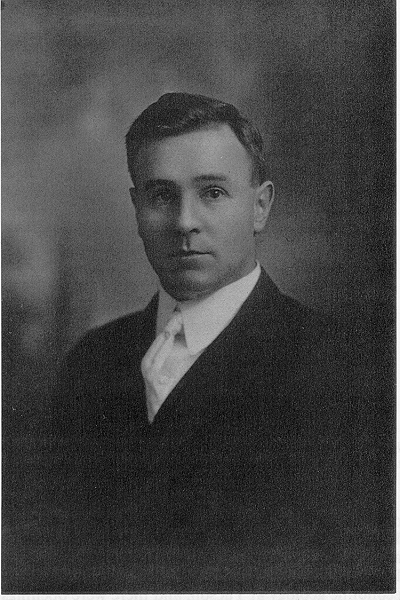

노먼 레비 보언(Norman Levi Bowen, 1887년 ~ 1956년)은 캐나다 태생의 미국 광물학자·암석학자·지구화학자이다.
보언은 처음에 화성암의 분화작용에 관심을 가졌고, 이는 물리화학의 실험적 연구 방법을 적용한 규산염계에 대한 연구로 이어졌다. '보언의 반응계열'로 알려진 현무암질 마그마의 결정분화작용에 관한 연구로, 지구에 있는 다양한 화성암의 기원이 밝혀졌다. 마그마의 냉각 속도가 여러 가지로 변화해서 평형이 깨지고, 결정작용 과정에서 결정과 마그마 잔액의 분리가 일어나면서 다양한 화성암이 만들어진다고 설명했다.